# 伊吹山末吉
伊吹山 末吉（いぶきやま すえきち、1895年1月3日 - 1930年1月16日）は、現在の滋賀県近江八幡市出身で入間川部屋、出羽海部屋に所属した力士。本名は坂本 末吉。8代藤島。189cm、116kg。最高位は西前頭11枚目。

## 経歴
1918年5月幕下付出で初土俵、1921年1月十両昇進。1922年1月新入幕したが、病気の為に十両と幕内を往復。1926年5月に引退し藤島を襲名したが、1929年1月に廃業した。

## 成績
- 幕内4場所7勝16敗16休2分
- 通算12場所31勝34敗16休5分預

## 改名
改名歴なし